# Honey Night
Pour plus de détails, voir Fiche technique et Distribution.
Honey Night (en macédonien : Медена ноќ, Medena noḱ) est un film dramatique macédonien réalisé par Ivo Trajkov et sorti en 2015. Le film est un remake du film tchèque L'Oreille (Ucho) de Karel Kachyňa sorti en 1970.
Le film est sélectionné comme entrée macédonienne pour l'Oscar du meilleur film en langue étrangère à la 88e cérémonie des Oscars qui s'est déroulée en 2016.

## Fiche technique
- Titre : Honey Night
- Titre original : Медена ноќ (Medena noḱ)
- Réalisation : Ivo Trajkov
- Scénario : Ivo Trajkov d'après le scénario original de Jan Procházka
- Musique : Toni Kitanovski
- Photographie : Milorad Glusica
- Montage : Andrija Zafranovic
- Production : Robert Jazadziski
- Société de production : A Atalanta, I/O post, Kaval Film et Soundsquare
- Pays :  Macédoine du Nord
- Genre : Drame et thriller
- Durée : 89 minutes
- Dates de sortie : 
  -  Macédoine du Nord : 17 avril 2015 (Skopje Film Festival)

## Distribution
- Nikola Ristanovski : Nikola
- Verica Nedeska : Anna
- Igor Angelov : Andov
- Boris Damovski : Boris Pasternak
- Nina Jankovic : Nina
- Sabina Ajrula : Cveta
- Saska Dimitrovska : Arta
- Marija Novak : Magde
- Strezo Stamatovski : le gros diplomate
- Kiril Gravcev : Banov
- Vesna Stanojevska : Milena